# Yano Ryūkei

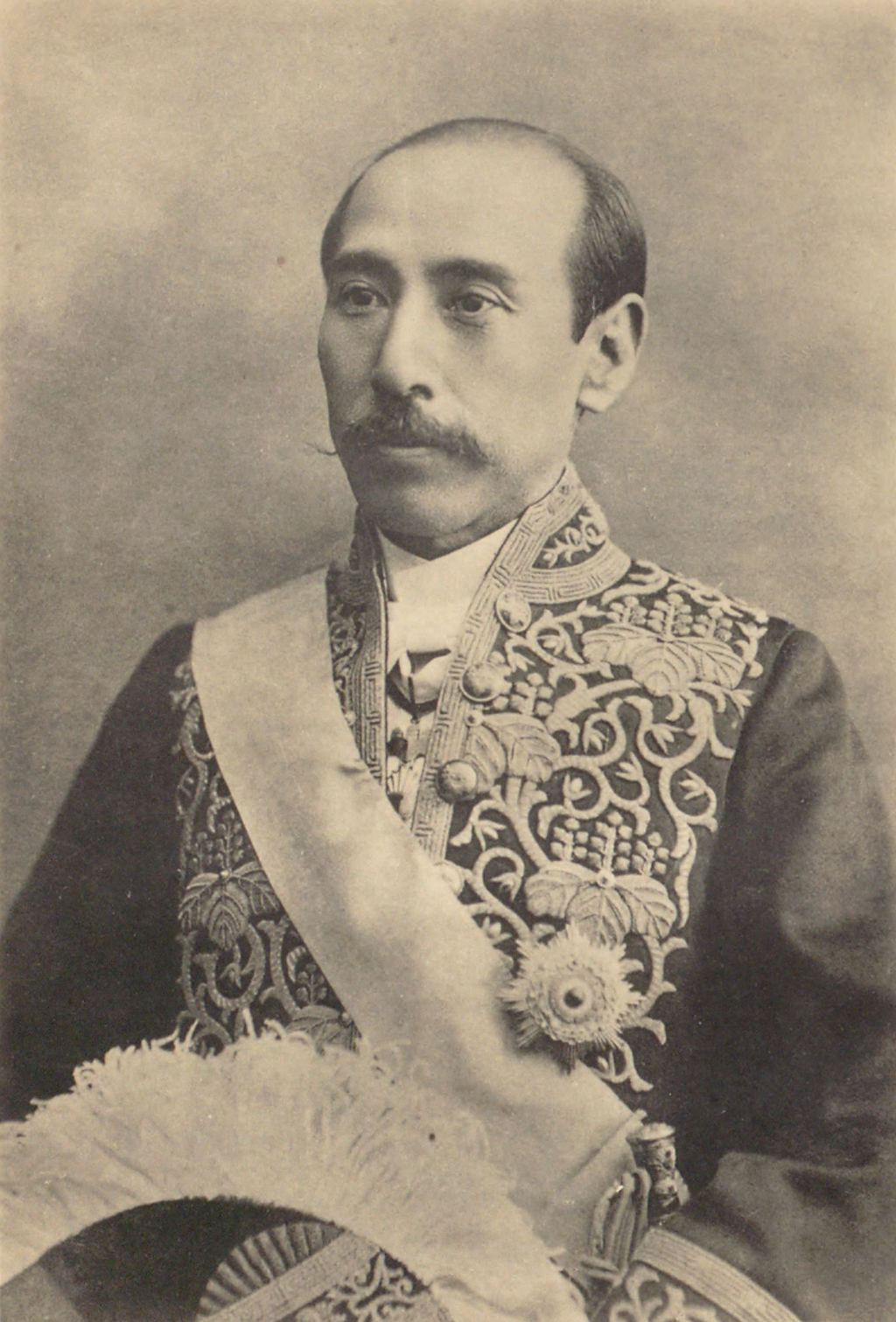
Yano Ryūkei

Yano Ryūkei (japanisch 矢野 龍溪, eigentlich Yano Fumio (矢野 文雄); geboren 2. Januar 1851 in der Provinz Bungo, der heutigen Präfektur Ōita; gestorben 18. Juni 1931) war ein japanischer Schriftsteller und Politiker.

## Leben und Wirken
Yano Ryūkei, Sohn des höheren Samurai des Saiki-Han (佐伯藩) Yano Mitsuyoshi (矢野 光儀; 1822–1880), machte seinen Studienabschluss an der Keiō Gijuku (慶応義塾), der Vorläufereinrichtung der heutigen Keiō-Universität. Nachdem er kurz bei der Zeitung „Yūbin Hōchi Shimbun“ (郵便報知新聞) gearbeitet hatte, begann er 1878 unter Ōkuma Shigenobu, dem liberalen Politiker, der ihm zugetan war, für die Regierung zu arbeiten. Er war erst im Finanzministerium tätig, stieg dann auf zum Obersekretär (大書記官, Daishokikan) der Regierung. Als Ōkuma in der Politischen Krise 1881 sein Amt verlor, folgte ihm Yano und ging zu seiner Zeitung zurück. Im folgenden Jahr wurde er ihr Präsident und machte die Zeitung zum Sprachrohr der Partei Rikken Kaishintō.
Von 1883 bis 1883 publizierte Yano den politischen Roman „Keikoku bidan“ (経国美談), etwa „Staatsverwaltung, eine rührende Geschichte“. Das Werk ist eine ironisch-romantisierende Geschichte, wie in Griechenland Theben versuchte, die Herrschaft Spartas abzuschütteln. Das Werk regte viel junge Leser an, sich mit Freiheit und Unabhängigkeit zu beschäftigen.
In seinen späteren Jahren schrieb Yano für die Zeitung „Ōsaka Mainichi Shimbun“.